# Euphorbia psammophila
Euphorbia psammophila es una especie fanerógama perteneciente a la familia de las euforbiáceas. Es endémica de Brasil en Bahía.

## Descripción
Es una planta suculenta arbustiva con las inflorescencias en ciatios.

## Taxonomía
Euphorbia psammophila fue descrita por Ernst Heinrich Georg Ule y publicado en Botanische Jahrbücher für Systematik, Pflanzengeschichte und Pflanzengeographie 42: 224. 1908.